# Хатиџа Бериша
Хатиџа Бериша (алб. Hatixhe Berisha; Клина, 1961) српски је универзитетски професор, научник и официр албанског порекла.

## Биографија
Рођена је у породици Халила и Рабије, као једна од шесторо деце. Отац јој је био припадник Југословенске војске.
Докторирала је на Факултету политичких наука са тезом Политичко насиље на Косову и Метохији од 1945. до 2003. године.
Брат Изет је погинуо у борбама за Вуковар као припадник Југословенске народне армије, последњег дана борбе. Породичну кућу Бериша спалили су припадници Ослободилачке војске Косова, пошто породица Бериша није сарађивала са њима. Напустила је Косово и Метохију 1999. и више није одлазила у покрајину.
Професорка је на Војној академији Универзитета одбране у Београду.
Она је истакнути српски родољуб и сматра да је Косово и Метохија искључиво територија Србије.

## Дела
Књиге
- Последице политичког насиља на Косову и Метохији, 2013.[5]
- Концепт Велике Албаније као претња националној безбедности Републике Србије, 2014.[6]

Одабрани научни радови
- Хатиџа Бериша, Јованка Шарановић, Раде Славковић, Безбедносне импликације глобализације, IX међународни научни скуп Дани безбједности на тему „Савремени безбједносни ризици и пријетње и њихов утицај на безбједност држава региона”, Бања Лука, 2016.
- PREEMPECTIVE AND PREVENTIVE USE OF MILITARY FORCE IN INTERNATIONAL RELATIONS, 2018.[7]
- Serbia between NATO and CSTO, 2019.[8]
- Development of national logistics in support of the Serbian Air Force: Long-term prospects, 2020.[9]